# Karen Vogtmann
Karen Lee Vogtmann (* 13. Juli 1949 in Pittsburg, Kalifornien) ist eine US-amerikanische Mathematikerin, die sich mit Algebra und Topologie beschäftigt.

## Leben

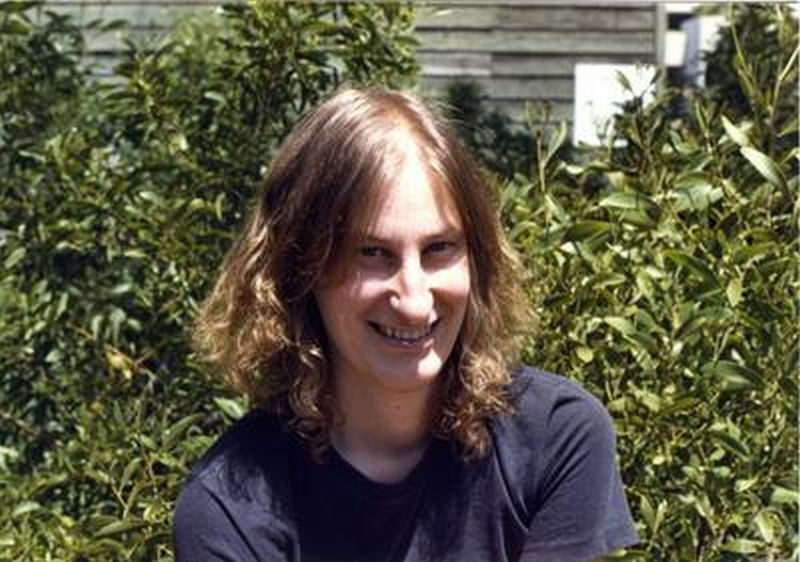
Vogtmann 1982

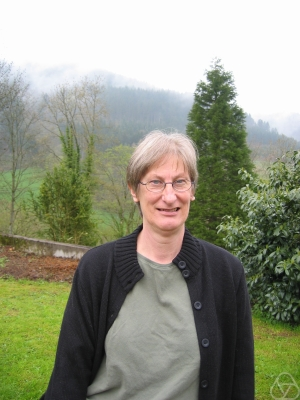
Vogtmann 2006

Vogtmann studierte an der University of California, Berkeley, wo sie 1971 ihren Bachelorabschluss in Mathematik machte und 1977 bei John Wagoner promovierte (Homology stability of {\displaystyle O_{n,n}}). Danach war sie an der University of Michigan, der Brandeis University und der Columbia University. Seit 1984 ist sie an der Cornell University, wo sie seit 1994 eine volle Professur hatte. Seit 2013 ist sie Goldwin Smith Professor of Mathematics Emeritus in Cornell und hat eine Professur an der University of Warwick.

## Wirken
Vogtmann befasste sich mit geometrischer Gruppentheorie, Gruppenkohomologie und niedrigdimensionaler Topologie. Sie führte mit Marc Culler 1986 den Begriff Outer Space in der geometrischen Theorie der Gruppe äußerer Automorphismen einer freien Gruppe ein (als simpliziale Komplexe, auf dem diese Gruppen wirken). Die Theorie hat Anwendungen in der Untersuchung phylogenetischer Bäume in der Evolutionstheorie und Verbindungen zur Theorie unendlichdimensionaler Liealgebren (entdeckt von Maxim Lwowitsch Konzewitsch, aber auch von Vogtmann untersucht).
Im Jahr 2016 gründete sie Open Math Notes, ein Server der American Mathematical Society, auf dem Vorlesungsskripte zugänglich sind.

## Auszeichnungen
Im Jahr 2007 war sie Noether Lecturer. 2006 war sie Invited Speaker auf dem Internationalen Mathematikerkongress (ICM) in Madrid (The cohomology of automorphisms groups of free groups). Von 2003 bis 2006 war sie Vizepräsidentin der American Mathematical Society, deren Fellow sie ist. 2014 wurde sie mit einem Wolfson Research Merit Award der Royal Society ausgezeichnet und erhielt den Humboldt-Forschungspreis. 2016 hielt sie einen Plenarvortrag auf dem Europäischen Mathematikerkongress in Berlin (The topology and geometry of automorphism groups of free groups). 2018 wurde Vogtmann mit dem Pólya-Preis der London Mathematical Society ausgezeichnet, 2020 wurde sie in die Academia Europaea gewählt, 2021 in die Royal Society, 2022 in die National Academy of Sciences und 2023 in die American Academy of Arts and Sciences.

## Schriften
- mit Marc Culler: Moduli of graphs and automorphisms of free groups, Inventiones Mathematicae, Bd. 84, 1986, S. 91 (Outer Space)
- Automorphisms of free groups and Outer Space, Geometria Dedicata, Bd. 94, 2002, S. 1–31
- Vogtmann What is Outer Space?, Notices AMS, August 2008, PDF-Datei

## Verweise
1. ↑  In Analogie zur Wirkung der Abbildungsklassengruppe auf den Teichmüllerraum Riemannscher Flächen konstruiert
2. ↑  Vogtmann, Louis Billera, Susan Holmes, Geometry of the space of phylogenetic trees, Advances in applied mathematics Bd. 27, 2001, S. 733–767
3. ↑  Scott Hershberger, An Arxiv for Lecture Notes, Notices AMS, Band 69, April 2022
4. ↑  Royal Society announces new round of esteemed Wolfson Research Merit Awards bei der Royal Society (royalsociety.org); abgerufen am 9. Mai 2014
5. ↑  Eintrag auf der Internetseite der Academia Europaea

| Personendaten    | Personendaten                           |
| ---------------- | --------------------------------------- |
| NAME             | Vogtmann, Karen                         |
| ALTERNATIVNAMEN  | Vogtmann, Karen L.; Vogtmann, Karen Lee |
| KURZBESCHREIBUNG | US-amerikanische Mathematikerin         |
| GEBURTSDATUM     | 13. Juli 1949                           |
| GEBURTSORT       | Pittsburg, Kalifornien                  |